# X Factor

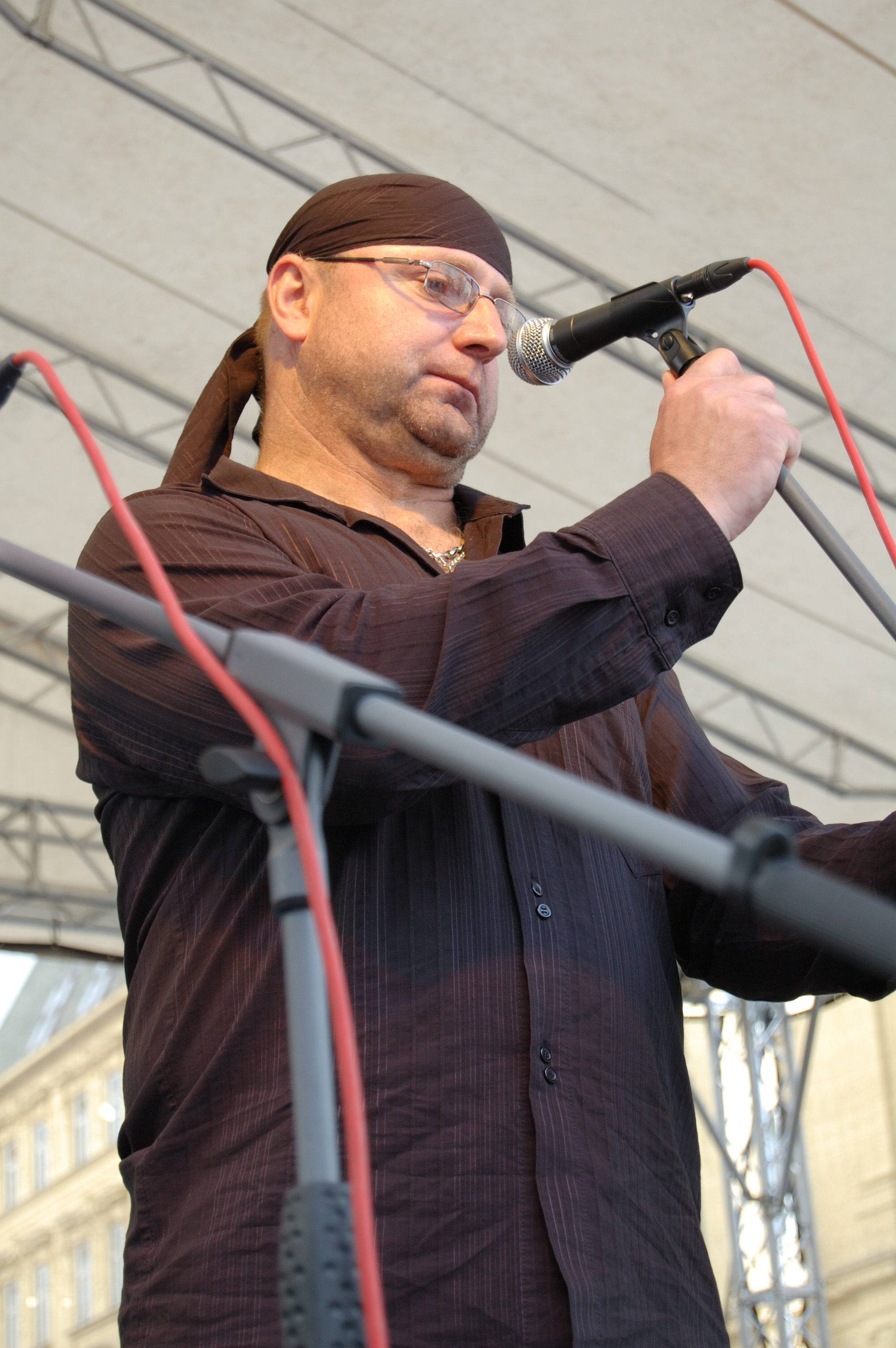
Jiří Zonyga, vítěz české mutace X Factoru

X Factor je česká verze televizní hudební soutěže The X Factor. Jeden ročník vysílala v roce 2008 TV Nova.
V roce 2014 vysílala TV Prima společně se slovenskou TV JOJ soutěž Česko Slovenský X Factor, která byla uspořádána dle nových, modernějších pravidel.

## Finále
Do finále postoupili z každé ze tří kategorií čtyři interpreti:

### Kategorie 25−
- Anna Ungrová
- David Gránský
- Kamila Nývltová
- Pavlína Ďuriačová

### Kategorie 25+
- Jiří Zonyga
- Lukáš Javůrek
- Martina Pártlová
- Ondřej Ruml

### vokální skupiny
- All X
- Divoký kočky + Dante
- Za 5 dvanáct
- Romantic

## Vyřazování
V prvním kole vypadlo seskupení Romantic. V druhém kole pak Lukáš Javůrek. Ani skupině Divoký kočky + Dante se nevedlo a tato skupina vypadla ve třetím kole. Překvapivé bylo vypadnutí Pavlíny Duriačové ve čtvrtém kole z kategorie 15–25 let, ve vyřazovací části Kdo s koho prohrála s Kamilou Nývltovou. V pátém finálovém večeru se nedařilo soutěžní kategorii 15–25 let, kdy vypadla Anička Ungrová, která zazpívala píseň „Hříšná těla, křídla motýlí“. V šestém kole opustil soutěž David Gránský z kategorie 15–25 let. V sedmém kole nečekaně vypadlo seskupení Za pět dvanáct, a to rozhodujícím hlasem porotce Ondřeje Soukupa. V sedmém kole se rozloučila se soutěží poslední zpěvačka z kategorie 15–25 let Kamila Nývltová. Ve vyřazovací části Kdo s koho prohrála se skupinou All X. Osmé kolo bylo bojem poslední čtveřice soutěžících o milión korun. V něm byla vyřazena poslední žena v soutěži Martina Pártlová. Následující kolo získala nejmenší počet diváckých hlasů skupina All X. V tomto kole Jiří Zonyga a Ondřej Ruml, kteří postoupili do finále obdrželi téměř stejný počet hlasů.
Ve velkém finále 1. června 2008 zvítězil Jiří Zonyga a získal milión korun. Ondřej Ruml se tak umístil na druhém místě soutěže X Factor.

## Moderátoři
2008: Leoš Mareš

## Porota
- 2008 – Gabriela Osvaldová, Ondřej Soukup, Petr Janda